# Albalonga (wit druivenras)

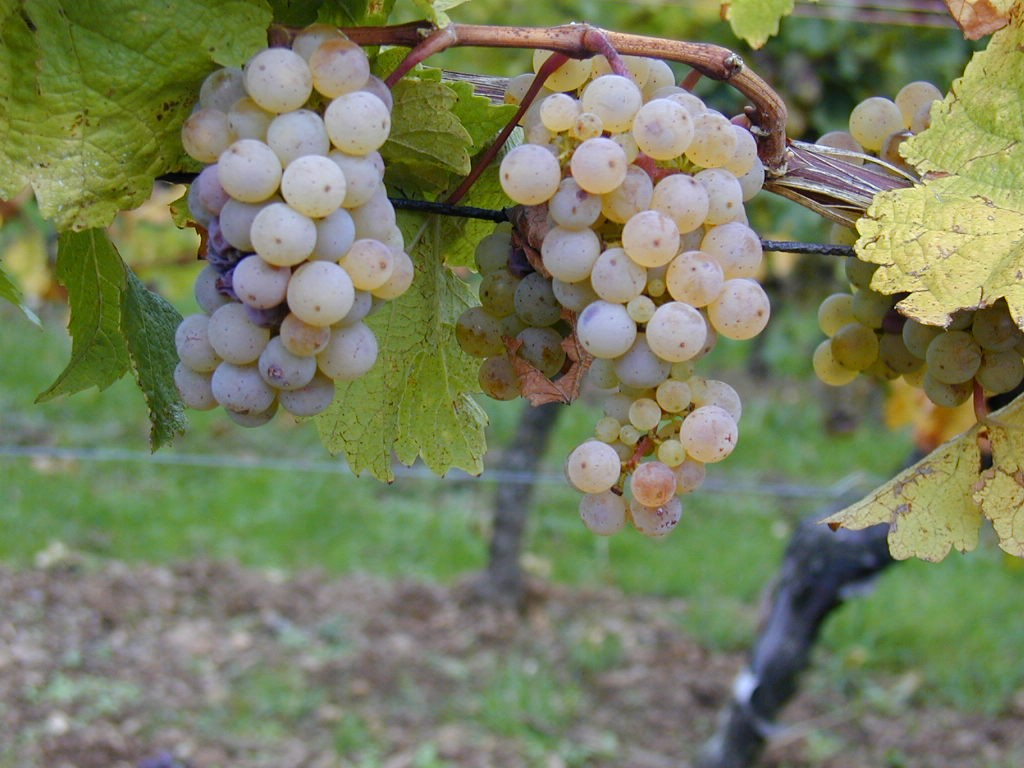
Wit druivenras

De Albalonga (synoniem: Würzburg B 51-2-1) is een in 1951 ontwikkeld Duits druivenras, dat voornamelijk voorkomt in de deelstaat Rijnland-Palts. Het is een kruising tussen de Rieslaner en de Müller-Thurgau.

## Kenmerken
De wijn van deze druif heeft een goede zuurtegraad. De wijnstok draagt kleine tot middelgrote druiven. Wil men kwaliteit bereiken, dan is zeer sterke terugsnoei een vereiste. Deze druif rijpt laat en is daarom geschikt om laat tot zeer laat te oogsten en mogelijk wijnen van edele rotting voort te brengen. De aroma's zijn exotisch fruitig met soms zwart fruit en florale tonen.  

## Gebieden
De variëteit komt bescheiden voor en wel in de deelstaat Rijnland-Palts in de wijnstreek Rheinhessen en in mindere mate in Franken. Het areaal beslaat een weinig meer dan 12 hectare.